# Аленка Бернот
Аленка Бернот (словен. Аленка Bernot; Љубљана, 1938) је била економисткиња и југословенски слалом кануисткиња, која се такмичила у кануу двоклеку (Ц-2). Била је члан Љубљанског веслачког друштва.
Аленка Бернот је била специјалиста за кану на дивљим водама и заслужни спортиста Југославије. Највеће успехе је постизала у вожњи мешпвитог кануа двоклека. Веслала је у пару са Борутом Јустином. 
Два пута су учествовали на светским првенствима на дивљим водама. Године 1961. у Хајну су били четврти, а 1963. а у Шпиталу постигли су врхунац каријере поставши светски прваци.
Њена старија браћа Натан и Даре су такође веслали заједно у пару и били репрезентативци у тој дисциплини.